# ジョン・エイブラハム
ジョン・エイブラハム（英語：John Abraham, ヒンディー語：जॉन अब्राहम, 1972年12月17日）は、インド（ボリウッド）の俳優・映画プロデューサーである。

## 略歴
ケーララ州出身トマス派キリスト教徒で建築家の父親と、ムンバイ出身のパールシー（ゾロアスター教徒）の母親のもとに生まれる。Bombay Scottish Schoolで学んだ後、ムンバイのJai Hind Collegeで経済学を学ぶ。
モデルとして活動していた。Gladrags Manhunt Contestと工業広告のシリーズに出演後、2003年の『Jism（身体）』で映画デビューする。この映画の出演でフィルムフェア賞最優秀新人男優部門（Filmfare Best Male Debut Award）にノミネートされた。

### プライベート
2002年より同じくモデル出身の映画女優ビパシャ・バスーと交際していた。

## 主な出演映画
- Jism (2003年)
- Paap (2004年)
- Dhoom (2004年)
- Viruddh... Family Comes First (2004年)
- とらわれの水 Water (2005年)
- Zinda (2006年)
- Taxi No. 9211 (2006年)
- カブール・エクスプレス Kabul Express (2006年)
- Baabul (2006年)
- No Smoking (2007年)
- Dostana (2008年)
- New York (2009年)
- 7 Khoon Maaf (2011年)
- Desi Boyz (2011年)
- ハウスフル 2 Housefull 2 (2012年)
- Race 2 (2013年)
- ワダラの抗争 Shootout at Wadala (2013年)
- マドラス・カフェ Madras Cafe (2013年)
- Wazir (2015年)
- Rocky Handsome (2016年) (歌手の歌手 Alfazon Ki Tarah (Unplugged))
- ディシューム Dishoom (2016年)
- フォース2 Force 2 (2016年)
- 最後の願い Sardar Ka Grandson (2021年)
- 野獣一匹II Ek Villain Returns (2022年)
- PATHAAN/パターン Pathaan  (2023年)

## 参照
1. ↑  Rohini Iyer (2003年1月14日). “'People in India must know who John Abraham is'”.  Rediff.com. 2012年5月20日閲覧。
2. ↑  Times News Network (2007年4月4日). “It's London in spring time!”.  The Times of India. 2009年9月3日閲覧。